# ケイマン諸島の行政区画

ケイマン諸島の地図

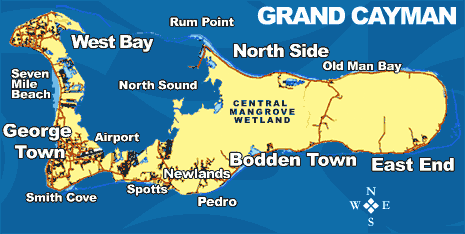
グランドケイマン島の地図

イギリスの海外領土であるケイマン諸島は、6の地区（英語: District）に区分される。ケイマン諸島は3つの島（グランドケイマン島、ケイマンブラック島、リトルケイマン島）から成り立っており、最も大きいグランドケイマン島は5地区、他の2つの島はひとくくりで1地区となっている。この区分は国勢調査にも使用されている。一方で、ケイマンブラック島とリトルケイマン島を別々にし、7地区とする場合もある。（なお、その点以外は6地区の区分と相違はない）

## 一覧

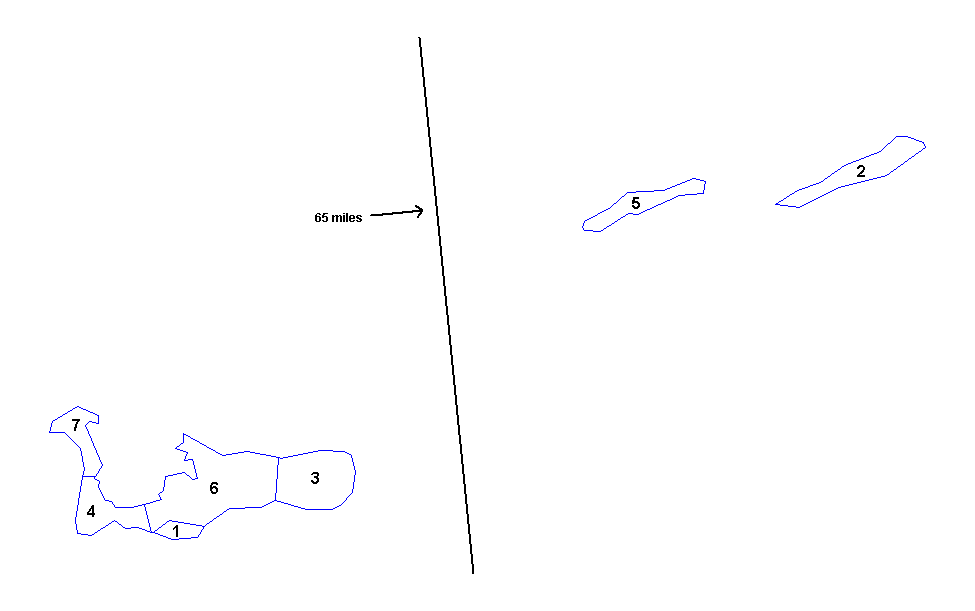
地区の地図。この地図ではケイマンブラック島とリトルケイマン島は別々にされている。（7地区の区分）

| # | 地区                                              | 英語           | 面積(km²) | 人口(2015年) |
| - | ------------------------------------------------- | -------------- | --------- | ------------ |
| 1 | ボーデンタウン                                    | Bodden Town    | 8         | 12,001       |
| 2 | ケイマンブラック島                                | Cayman Brac    | 36        | 1,868        |
| 3 | イーストエンド                                    | East End       | 50        | 1,480        |
| 4 | ジョージタウン                                    | George Town    | 29        | 31,303       |
| 5 | リトルケイマン島                                  | Little Cayman  | 26        | 328          |
| 6 | ノースサイド                                      | North Side     | 91        | 1,522        |
| 7 | ウェストベイ                                      | West Bay       | 19        | 11,911       |
| - | 姉妹諸島 （ケイマンブラック島とリトルケイマン島） | Sister Islands | 62        | 2,196        |

## その他の区分

### 選挙区
ケイマン諸島全体で19の選挙区がある。
1. 西ウェストベイ（West Bay West Electoral District）
2. 北ウェストベイ（West Bay North Electoral District）
3. 中央ウェストベイ（West Bay Central Electoral District）
4. 南ウェストベイ（West Bay South Electoral District）
5. 北ジョージタウン（George Town North Electoral District）
6. 中央ジョージタウン（George Town Central Electoral District）
7. 西ジョージタウン（George Town West Electoral District）
8. 南ジョージタウン（George Town South Electoral District）
9. 東ジョージタウン（George Town East Electoral District）
10. レッドベイ（Red Bay Electoral District）
11. プロスペクト（Prospect Electoral District）
12. ニューランズ（Newlands Electoral District）
13. サバンナ（Savannah Electoral District）
14. 西ボーデンタウン（Bodden Town West Electoral District）
15. 東ボーデンタウン（Bodden Town East Electoral District）
16. ノースサイド（North Side Electoral District）
17. イーストエンド（East End Electoral District）
18. 西ケイマンブラック島及びリトルケイマン島（Cayman Brac West and Little Cayman Electoral District）
19. 東ケイマンブラック島（Cayman Brac East Electoral District）

### ケイマンブラック島

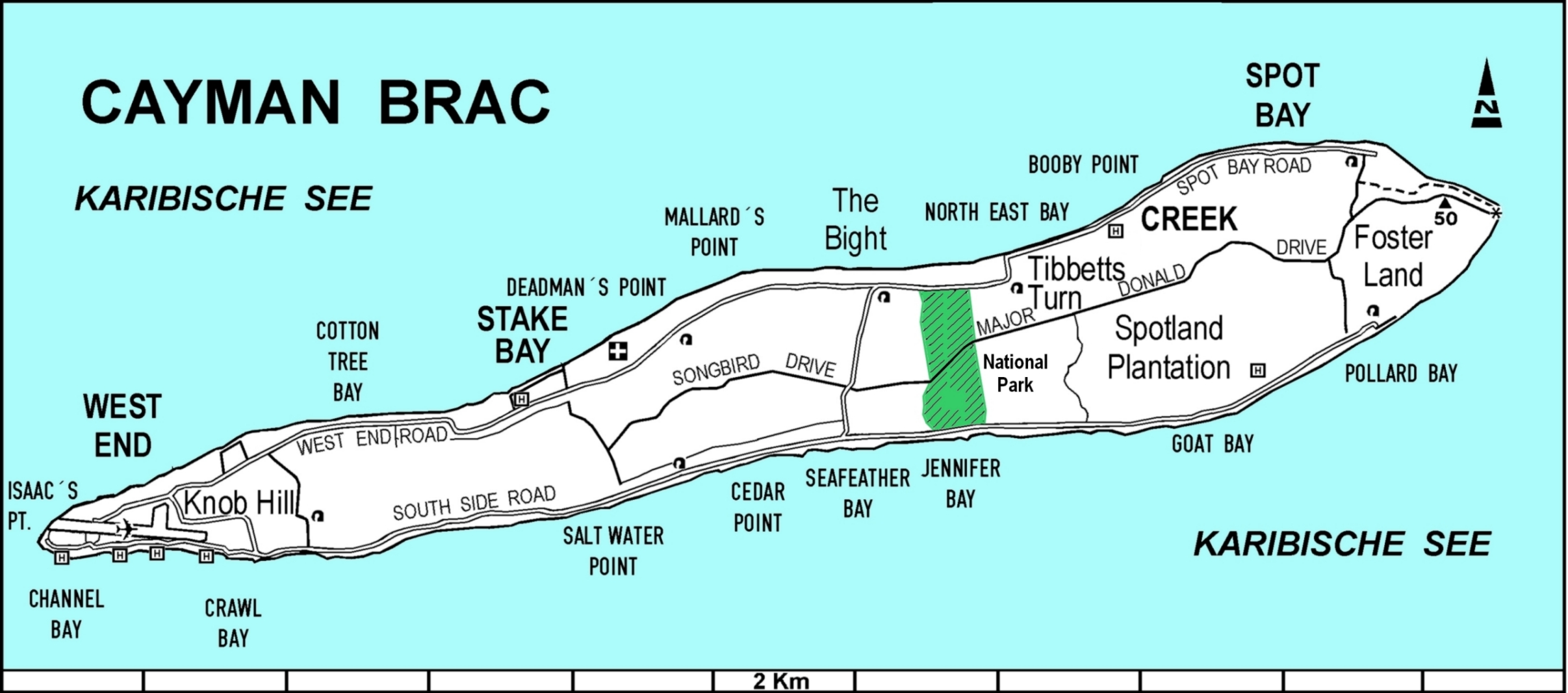
ケイマンブラック島の地図

ケイマンブラック島には5つの地区に分けられる。
- Spot Bay
- クリーク（Creek）
- Watering Place
- Stake Bay
- ウェストエンド（West End）